# Nihal Sarin
Nihal Sarin (* 13. Juli 2004 in Thrissur) ist ein indischer Schach-Großmeister. Er spielt in der deutschen Bundesliga für den Hamburger Schachklub von 1830. Als viertjüngster Spieler überhaupt überschritt er ein Elo-Rating von 2600. Im Jahr 2014 gewann er die Weltmeisterschaft der unter Zehnjährigen und im Jahr 2020 mit Indien die Online-Schacholympiade der FIDE.

## Jugend
Nihals Vater ist Dermatologe, seine Mutter ist Psychologin. Im Alter von drei Jahren kannte er die Hauptstädte und Flaggen von 190 Ländern und bereits im Kindergarten sprach er fließend Englisch. Da er sich in den Ferien langweilte, brachte ihm sein Vater das Schachspiel bei, als er sechs Jahre alt war.

## Erste Erfolge
Er gewann die nationale Meisterschaft der unter Neunjährigen im Jahr 2013, die Bronze-Medaille bei der nationalen Meisterschaft der unter Elfjährigen im Jahr 2014 und gewann beim selben Wettbewerb im Jahr 2015 die Silbermedaille. Durch den Sieg bei der Jugendweltmeisterschaft in der Klasse U10 erlangte er im Jahr 2014 den Rang des Meisterkandidaten. Seine erste, für den Status des Internationalen Meisters nötige Norm, erreichte er bei den Cappelle-la-Grande-Open im Februar 2016.

## Internationale Erfolge
Den Titel Internationaler Meister trägt er seit 2017. Die Normen hierfür erzielte er beim Cappelle-la-Grande-Open im Februar 2016, beim 3. Sunway-Festival in Sitges im Dezember 2016 sowie in der B-Gruppe des Aeroflot Opens in Moskau im März 2017. Im Oktober 2018 erhielt er den Großmeister-Titel. Die Normen hierfür erfüllte er bei einem Turnier in Fagernes im April 2017, beim Bobby Fischer Memorial in Reykjavík im März 2018 (mit Übererfüllung) sowie beim Abu-Dhabi-Festival in Abu Dhabi im August 2018.
Im Juni 2021 gewann er bei den Silver Lake Open in Serbien mit einem Rating von 8,0/9 und einer Leistung von 2807 Elo komfortabel den ersten Platz. Im Juli 2021 gewann er bei den Serbia Open Masters in Belgrad mit 7,5/9 und einem Rating von 2786 sein zweites Turnier in Folge.